# Harting Technologiegruppe
Die HARTING Technologiegruppe - немецкая группа компаний, специализирующаяся в области электротехники, электроники и оптической связи, передачи данных и сетей, а также в сфере электротехнического производства, мехатроники и создания программного обеспечения.

## Продукция компании
- Электрические соединители Harting
- Оборудование для сетей Ethernet и PROFINET
- Сетевые коммутаторыHirschmann Octopus 24M — управляемый 24-портовый сетевой коммутатор со степенью защиты IP67, оснащённый 24 портами для подключения кабелей использующих медную витую пару и разъём M12 и разъёмы M10 для подключения питания
Неуправляемые
Управляемые (серия mCon[3])
- Блоки питания
- Кабели и кабельные сборки

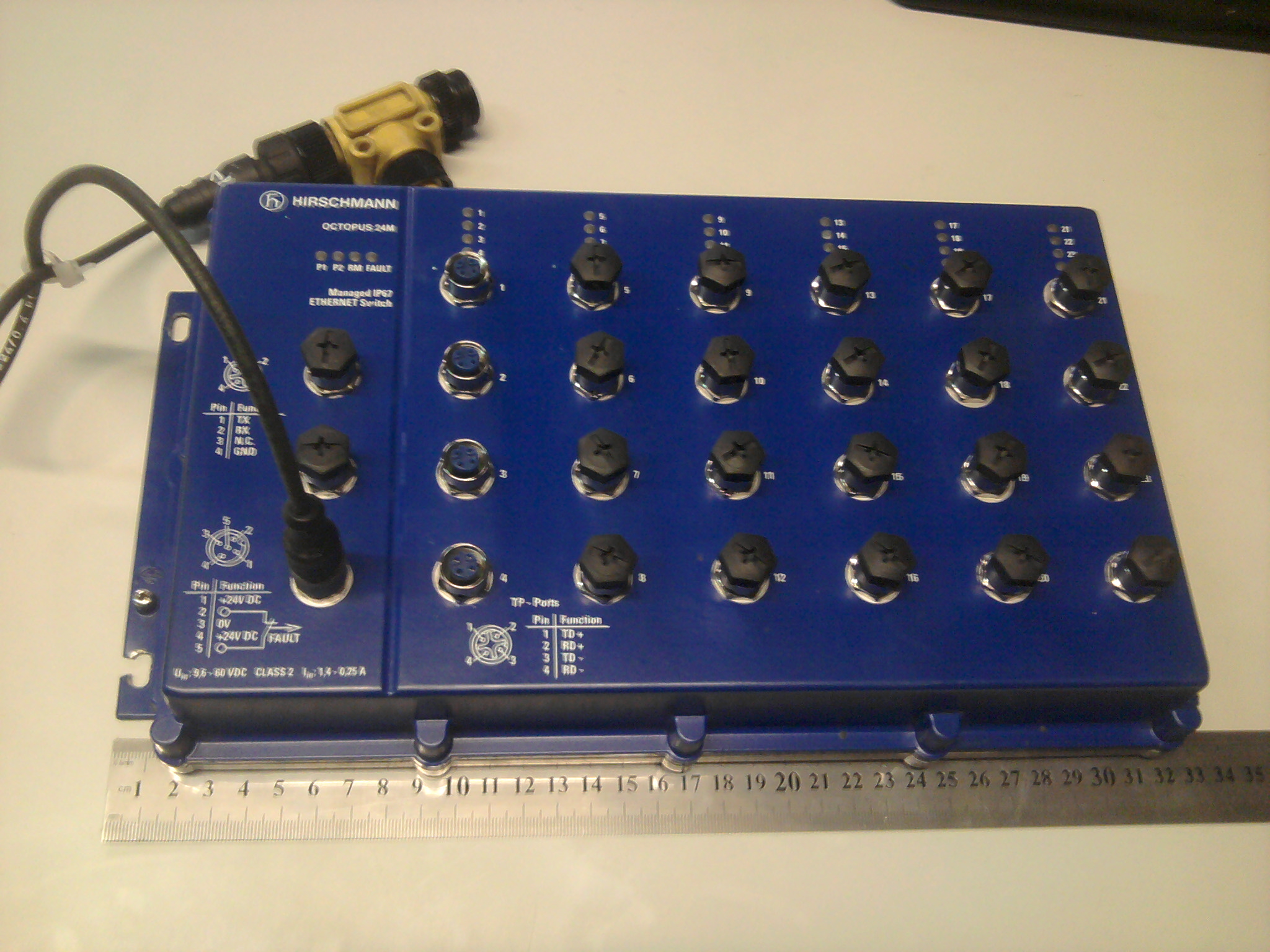
Hirschmann Octopus 24M — управляемый 24-портовый сетевой коммутатор со степенью защиты IP67, оснащённый 24 портами для подключения кабелей использующих медную витую пару и разъём M12 и разъёмы M10 для подключения питания

- Инструменты и оборудование для кабельных сборок и запрессовки на печатные платы
- Компоненты для оптического волокна

- гибридные соединители, которые объединяют в одном компактном конструктиве интерфейс передачи данных и силовые контакты
- электро-оптические конверторы — разработаны для быстрого соединения оптоволоконных кабелей
- инструменты и комплект принадлежностей HARTING F.O. для монтажа оптических соединителей в полевых условиях
- одиночные соединители и контакты для полимерного оптического волокна (POF)

- Мульти-коаксиальные соединительные системы